# یواس‌اس کپس (دی‌دی-۵۵۰)
یواس‌اس کپس (دی‌دی-۵۵۰) (به انگلیسی: USS Capps (DD-550)) یک کشتی بود که طول آن ۳۷۶ فوت ۶ اینچ (۱۱۴٫۷۶ متر) بود. این کشتی در سال ۱۹۴۲ ساخته شد.